# Marie Kreft

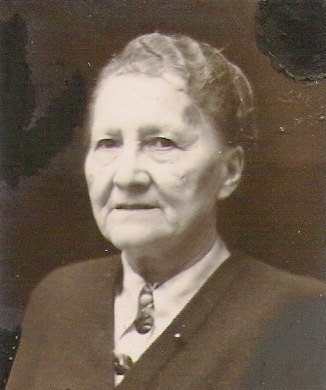
Marie Kreft (um 1930)

Marie Kreft (geborene Fahsing;* 4. November 1876 in Stadthagen; † 4. September 1963 ebenda) war eine deutsche Politikerin (SPD).

## Leben
Marie Kreft wurde als Tochter eines Maurers geboren. Sie war seit 1899 mit dem Tischler und Geschäftsführer des Stadthagener Konsumvereins Wilhelm Kreft verheiratet, der ebenfalls den Sozialdemokraten angehörte; sie selbst war im August 1910 in die Partei eingetreten. Aus der Ehe, in der sie vornehmlich als Hausfrau tätig war, gingen zwei Kinder hervor. Ihr Mann und ein Sohn fielen im Ersten Weltkrieg. Nach dem Tode ihres Mannes 1915 engagierte sie sich in der sozialdemokratischen Frauenbewegung und übernahm dort führende Funktionen.
Kreft wurde 1919 als Abgeordnete in den Landtag des Freistaates Schaumburg-Lippe gewählt, dem sie bis 1933 angehörte. Während der Zeit der Weimarer Republik war sie damit die einzige Frau, die diesem Landesparlament angehört hatte.
Nach der Machtübernahme der Nationalsozialisten wurde Kreft für zwei Wochen im Stadtgefängnis in Stadthagen inhaftiert. Im Zuge der „Aktion Gitter“ wurde sie von August bis September 1944 erneut in Haft genommen.
Nach dem Zweiten Weltkrieg engagierte sie sich am Wiederaufbau der Arbeiterwohlfahrt Schaumburg-Lippe, deren Leitung sie übernahm.